# Chulalongkorn af Siam
Chulalongkorn (Rama V) (født 20. september 1853, død 23. oktober 1910) var konge af Siam i årene 1868 – 1910 og tilhørte Chakridynastiet.
Kong Chulalongkorn er nok den konge, thaierne sætter højest og ses, sammen med sin far, som det moderne Thailands fader, og dette til trods for, eller takket være, at han afstod større områder end nogen tidligere konge. Han afstod Laos, dele af det østlige Kampuchea samt dele af Malaccahalvøen i dagens Malaysia. Til gengæld undgik landet at blive koloni.
Som femtenårig besteg Chulalongkorn den siamesiske trone, men på grund af sin alder fik han sin farbror som formynder. I sine fem år med formynder undervistes han af en engelsk guvernante i litteraturhistorie, sprog og kunst.
Kongen forbød mangekoneriet (trods at han selv havde over tredive koner), dødsstraffen og slaveriet. Han oprettede et kongeligt råd, Sangharådet, grundskole også for piger og grundlagde Chulalongkornuniversitetet.

## King Chulalongkorn Memorial
Som det eneste sted i verden udenfor Thailand findes en thailandsk pavillon opført til kong Chulalongkorns ære i dalen ved Utanede, cirka 7 km syd for Bispgården, i Ragunda kommun, Jämtlands län. Byggeriet påbegyndtes 100 år efter kong Chulalongkorns besøg og pavillonen blev indviet 18. juli 1999.

## Galleri
- Chulalongkorns pavillon i Jämtland, Sverige.
- Motiv fra Fort Chulalongkorn, en militærinstallation fra 1884, navngivet efter kongen.